# 미사사기역
미사사기역(일본어: 御陵駅, みささぎえき)은 일본 교토부 교토시 야마시나구에 있는 교토 시 교통국과 게이한 전기철도의 역이다.
교토 시 교통국과 게이한 전기철도의 공동사용역이고 교토 시 교통국에서 관할하며 교토 시 교통국 지하철 도자이 선과 게이한 게이신 선의 노선이 서로 직결된다. 역 번호는 T08이다.

## 역사
교토 시 교통국 지하철 도자이 선 개통 전에는 게이한 전기철도의 단독 지상역으로 미사사기, 히노오카의 두 역이 존재하였고, 현재의 미사사기 역은 두 역을 통합한 역이다. 역 시설은 제3섹터인 교토 고속 철도 주식 회사가 건설하였다. 역 개찰구와 승강장의 위치는 옛 미사사기 역과 옛 히노오카 역의 중간에 위치하고 있었다. 따라서, 두 역의 이용자의 편리성에 고려하기 위해 지하철 역 내 출입구를 옛 미사사기 역 측과 옛 히노오카 역 측에 2개씩 두고 있다. 출입구부터 역 중앙에 1개씩 위치하여 개찰구까지는 지하 통로를 도보로 이동해야 할 필요가 있다.

### 게이신 선 단독역 시절
- 1912년 8월 15일: 게이신 전기 궤도의 역으로 개업.
- 1925년 2월 1일: 회사 합병으로 게이한 전기 철도의 역이 됨.
- 1927년 9월 21일: 역 개축.
- 1943년 10월 1일: 회사 합병으로 게이한신 급행 전철의 역이 됨.
- 1949년
  - 12월 1일: 회사 분리로 다시 게이한 전기 철도의 역이 됨.
  - 12월 30일: 역 구내를 확장함.
- 1997년 10월 11일: 이 날 영업을 마지막으로 게이신 선 게이한 산조 역 ~ 당역 간 폐지됨.
  - 폐선 구간은 다음 날부터 영업을 시작한 지하철 도자이 선의 산조케이한 역 ~ 당역 간에 사실상 계승됨.

### 지하철 도자이 선 개업 후
- 1997년 10월 12일: 교토 시영 지하철 도자이 선의 다이고 ~ 니조 역간 개통과 동시에 영업 개시. 이와 동시에 역과 일체적으로 건설된 지하상가 "제스트 오이케" 공영의 대규모 지하 주차장도 개업함.
- 2007년 4월 1일: IC카드 "PiTaPa"의 사용 개시.
- 2013년
  - 9월 16일: 태풍 18호의 호우로 인한 게이한 게이신 선의 터널에서 침수로 인하여 지하 3층 부분이 침수됨으로써 영업 정지. 이 영향으로 도자이선 오노 역 ~ 가라스마오이케 역간 게이한 게이신 선 전 구간이 운전 보류 상태가 됨. 당일 중의 복구가 되지 못하여, 익일인 9월 17일도 교토 시 버스와 게이한 버스사의 대체 수송이 이뤄졌다.
  - 9월 19일: 도자이 선은 오후 9시 30분부터 운전을 재개함.
  - 9월 30일: 아이사카 산에서 산사태 복구가 늦어지면서 게이한 게이신 선에서 도자이 선으로의 출입은 당일 시발열차부터 재개됨. 또한 게이신 선의 운전 재개는 29일 오후 5시부터 실시됨.

## 역 구조
게이한 게이신 선의 접속역에서 지하 2층 서쪽 승강장이 우즈마사텐진가와 방면, 지하 3층 동쪽 승강장이 로쿠지조 방면 승강장이다. 승강장은 모두 다른 도자이 선의 역과 마찬가지로 1면 2선의 섬식 승강장에 스크린도어가 설치되어 있다. 2,4번 선의 승강장 유효 길이는 6량분이지만, 스크린도어는 4량분만 설치되어 있다.
도자이 선 역은 역마다 정거장 색깔이 제정되어 있으며, 본 역의 스테이션 컬러는 ■도라지색이다.

### 승강장
1,3번 선이 로쿠지조 방면 발착 열차용, 2,4번 선이 게이한 게이신 선 직결 열차용이다. 불꽃 대회 개최 시 등에는 미사사기 ~ 하마오쓰 간의 임시 열차가 운전하는 경우에 2번 승강장에서 회차운전으로 하마오쓰 행이 발차한다.

#### 지하 2층
| 1 | 도자이 선          | 교토시야쿠쇼마에・우즈마사텐진가와 방면 (로쿠지조 출발)                           |
| 2 | ■ 게이한 게이신 선 | 교토시야쿠쇼마에・가라스마오이케・우즈마사텐진가와 방면 (게이신 선 하마오쓰 출발) |

#### 지하 3층
| 3 | 도자이 선          | 야마시나・로쿠지조 방면                 |
| 4 | ■ 게이한 게이신 선 | 게이한야마시나・시노미야・하마오쓰 방면 |

## 역 주변
역은 야마시나 분지의 북서부에 위치하고 산조도리의 지하에 위치한다. 산조도리는 여기서 북서방향으로 가고 히가시야마를 넘어 옛 도카이도의 기점인 산조 대교에 이른다.
주변으로는 주로 주택지이다. "미사사기"라는 지명은 역 동쪽으로 300미터 정도에 있는 덴지 천황 야마시나릉에서 유래한다. 또 주택지 북쪽 산록을 따라 비파호 수로가 지난다.
- 덴지 천황 야마시나릉
- 교토 약과 대학
- 혼코쿠지